# Live Earth
Il Live Earth - The concert for a climate in crisis (in italiano, La Terra in diretta - Concerto per un clima in crisi) è stato una maratona planetaria di ventiquattr'ore comprendente una serie di concerti di musica pop e rock.
Ha avuto luogo sabato 7 luglio 2007 (07/07/07) in otto città diverse di cinque continenti, con lo scopo di sensibilizzare l'opinione pubblica mondiale sui temi del surriscaldamento globale, che rischia di provocare a breve e medio termine eventi naturali sempre più disastrosi.
Queste le principali cifre del Live Earth 2007:
- oltre un milione di biglietti venduti
- 118 artisti di fama partecipanti all'evento
- 8 mega-concerti più 3 mini-concerti in tutti i continenti
- due miliardi di spettatori in tutto il mondo, via TV, radio e internet

Il Live Earth, per fare arrivare il messaggio di allarme circa la salute del nostro pianeta, si è proposto di radunare in dieci grandi città di tutto il mondo 150 dei più celebri artisti contemporanei, per raggiungere l'obiettivo di un'audience superiore a 2 miliardi di persone, che sarebbe stato centrato grazie al numero di emittenti radiofoniche e televisive di tutti i Paesi che hanno trasmesso gli eventi in diretta.
L'iniziativa, promossa da influenti personalità della società civile, tra cui l'ex vicepresidente degli Stati Uniti d'America Al Gore (che aveva annunciato la catena di concerti a fini benefici il 15 febbraio 2007), si è ispirata ad analoghi eventi come il Live Aid organizzato nel 1985 e il Live 8 del 2005, che hanno riscosso uno straordinario successo internazionale a partire dall'ultimo quarto del XX secolo.
L'associazione promotrice, che raggruppa le personalità interessate, è stata SOS - Save Our Selves (in italiano SOS - Salviamo noi stessi).
In Italia il concerto è stato seguito da MTV Italia, LA7 e RDS. Mtv ha seguito, in una maratona, tutti i concerti in diretta dagli studi di Your Noise a Milano in compagnia di molti VJs che si sono collegati in diretta con alcuni ragazzi sparsi per il mondo che assistevano ai concerti del Live Earth.
L'Italia e la Città del Vaticano hanno contribuito alla manifestazione proponendo un brano di musica sacra in diretta dalla Basilica di San Giovanni; hanno presentato il concerto il cardinale Paul Joseph Jean Poupard e il produttore cinematografico Lawrence Bender (produttore dei film di Quentin Tarantino).
Alla manifestazione hanno partecipato numerosissimi artisti provenienti da numerose parti del mondo, inclusi alcuni dei più importanti nomi della storia della musica contemporanea, quali Madonna, Foo Fighters, KT Tunstall, James Blunt, Joss Stone, Linkin Park, Enrique Iglesias, The Police, Keane, Metallica, Paolo Nutini, Genesis e Bon Jovi.

## Location dei concerti

Nel planisfero, sono evidenziati in nero gli Stati sede dei concerti, e col puntino rosso le città ospitanti

### Africa
- Coca Cola Dome, Randburg (vicino a Johannesburg), Sudafrica[3]

### Antartide
- Rothera Research Station

### Asia
- Makuhari Messe, Chiba (Area della Grande Tokyo), Giappone
- Tō-ji, Kyōto, Giappone
- Oriental Pearl Tower, Shanghai, Cina

### Australia
- Aussie Stadium, Moore Park, Sydney, Australia

### Europa
- Wembley Stadium, Londra, Regno Unito
- AOL Arena, Amburgo, Germania (nome convertito in HSH Nordbank Arena il 1º luglio 2007)

### Nord America
- Giants Stadium, East Rutherford, New Jersey, Stati Uniti
- National Mall, Washington, Stati Uniti[4]

### Sud America
- Spiaggia di Copacabana, Rio de Janeiro, Brasile

## Artisti partecipanti a ciascun concerto

### Wembley Stadium (Regno Unito)
- Madonna
- Beastie Boys
- Bloc Party
- Corinne Bailey Rae
- Damien Rice
- David Gray
- Duran Duran
- Foo Fighters
- Genesis
- Gogol Bordello (performing with Madonna)
- James Blunt
- John Legend
- Kasabian
- Keane
- Metallica
- Paolo Nutini
- Pussycat Dolls
- Razorlight
- Red Hot Chili Peppers
- Roger Taylor - Queen
- Snow Patrol
- Spinal Tap (con Ricky Gervais)
- Terra Naomi
- The Black Eyed Peas

### Giants Stadium (Stati Uniti)
- AFI
- Akon
- Alicia Keys
- Bon Jovi
- Dave Matthews Band
- Fall Out Boy
- John Mayer
- Kanye West
- Keith Urban
- Kelly Clarkson
- KT Tunstall
- Ludacris
- Melissa Etheridge
- Roger Waters
- The Smashing Pumpkins
- Taking Back Sunday
- The Police

### Aussie Stadium (Australia)
- Blue King Brown
- Crowded House
- Eskimo Joe
- Ghostwriters
- Jack Johnson
- The John Butler Trio
- Missy Higgins
- Paul Kelly
- Sneaky Sound System
- Toni Collette & the Finish
- Wolfmother

### Coca Cola Dome (Sudafrica)
- Danny K
- Angélique Kidjo
- Baaba Maal
- Vusi Mahlasela
- The Parlotones
- The Soweto Gospel Choir
- Joss Stone
- UB40
- Zola

### Makuhari Messe (Giappone)
- Ai
- Abingdon Boys School
- Ayaka
- Cocco
- Genki Rockets
- Koda Kumi
- Linkin Park
- Ai Ōtsuka
- Rihanna
- Rize
- Xzibit

### Tō-ji (Giappone)
- Bonnie Pink
- Michael Nyman
- Rip Slyme
- UA
- Yellow Magic Orchestra (special reunion)

### AOL Arena (Germania)
- Chris Cornell
- Enrique Iglesias
- Jan Delay
- Juli
- Katie Melua
- Lotto King Karl
- Maná
- Mando Diao
- Maria Mena
- M.I.A.
- Michael Mittermeier
- Reamonn
- Roger Cicero
- Samy Deluxe
- Sasha
- Shakira
- Silbermond
- Snoop Dogg
- Stefan Gwildis
- Yusuf Islam (Cat Stevens)

### Copacabana (Brasile)
- Xuxa
- Macy Gray
- Jota Quest
- Marcelo D2
- Vanessa da Mata
- Jorge Ben Jor
- Lenny Kravitz
- O Rappa
- Ivete Sangalo
- Pharrell Williams
- MV Bill
- Maria Rita
- Adriana Calcanhoto
- Alcione Nazare

### Oriental Pearl Tower (Cina)
- Anthony Wong
- Eason Chan
- Evonne Hsu
- Huang Xiao Ming
- Joey Yung
- Sarah Brightman
- Soler
- Winnie Hsin
- Twelve Girls Band

### Rethonda Research Station (Antartide)
- Nunatak

## Reti televisive che hanno trasmesso i concerti
- Argentina: Canal 13, TN, Volver, Radio Mitre (Radio)
- Australia: FOX8, Channel [V], Max Channel, NineMSN (Internet), Triple M (radio)
- Belgio: Jim
- Brasile: Rede Globo, Multishow
- Canada: CTV, MuchMusic, MuchMoreMusic, CHUM Radio
- Danimarca: DR
- Finlandia: YLE
- Germania: ProSieben, N24
- Gibilterra: GBC
- Islanda: RUV
- Israele: Israel 10
- Italia: MTV Italia, LA7
- Giappone: NHK, Fuji Television
- Paesi Bassi: Nederland 3 (BNN, NOS)[6]
- Nuova Zelanda: The Edge, 1XX
- Polonia: RMF FM
- Portogallo: Rádio e Televisão de Portugal
- Singapore: MediaCorp TV Channel 5
- Spagna: Canal+ 2, Canal+ móvil
- Stati Uniti: NBC, Universal HD, Sundance Channel, Bravo, Telemundo, CNBC. MSNBC, Premiere Radio Networks, Sirius Satellite Radio, XM Satellite Radio
- Svezia: SVT, SVT HD
- Turchia: NTV
- Regno Unito: BBC, BBC Radio One
  - Mondo: MSN

## Orari ufficiali d'inizio dei concerti
Gli otto grandi concerti si sono susseguiti pressoché senza tregua per tutto il 7 luglio. Di seguito gli orari ufficiali d'inizio dei concerti sul fuso orario di Roma (identico a quello del concerto di Amburgo):
- 03,10: Sydney
- 05,00: Tokyo
- 13,00: Shanghai
- 14,00: Amburgo
- 14,30: Londra
- 18,00: Johannesburg
- 20,30: New York
- 21,00: Rio de Janeiro